# Tele Vue
Tele Vue è un'azienda statunitense produttrice di materiale per l'astronomia e conosciuta soprattutto per le sue linee di oculari e per i suoi rifrattori apocromatici.

## Storia
L'azienda è stata fondata nel 1977 da Al Nagler, un ingegnere ottico del Bronx che aveva lavorato al Programma Apollo. Inizialmente la Tele Vue produceva sistemi di protezione per gli schermi televisivi, poi ha rivolto il proprio mercato alla produzione di materiale per l'astronomia. Dall'ottobre 2006 ha iniziato una collaborazione con la giapponese Vixen.

## Prodotti
La Tele Vue inizialmente produsse un solo modello di telescopio rifrattore, da 5" di diametro e noto con l'acronimo MPT (Multi-Purpose Telescope). Oggi vengono prodotti diversi modelli di rifrattori che vanno dai 60 mm ai 127 mm di apertura.
L'azienda è tuttavia maggiormente conosciuta per le sue linee di oculari, tra i quali i Plössl, i Radian, i Panoptic, i Delos, i  DeLite, i Nagler, gli Ethos e i Nagler zoom. Nel 1982 l'azienda si fece notare per la messa in commercio dell'oculare Nagler 13 mm Type-1 con grande angolo di campo.
Tele Vue produce anche montature altazimutali e treppiedi. Tra gli accessori vi sono filtri nebulari, lenti di barlow, correttori di coma e molti altri prodotti.